# 독일 국방군의 군 목록
이 문서는 제2차 세계 대전 중 독일군의 모든 육군 목록이다. 이 문서는 군단 이상의 군만 목록으로 작성하며, 기타 하위 군들은 제2차 세계 대전의 독일군 군단 목록과 제2차 세계 대전의 독일군 사단 목록을 참조하라.

## 최고사령부
"Oberbefehlshaber" 또는 OB 목록이다.
- OB 네덜란드 - 네덜란드
- OB 노드오스트 - 제국 동북부
- OB 노드 - 제국 북부
- OB 노스웨스트 - 제국 북서부
- OB 오스트(Oberost) - 동부 전선
- OB 어퍼라인
- OB 쉬드(Süd) - 제국 남부
- OB 쉬드오스트(Südost) - 제국 남동부
- OB 쉬드웨스트 - 제국 남서부
- OB 웨스트 - 서부 전선

## 집단군
- A 집단군
- B 집단군
- C 집단군
- D 집단군
- E 집단군
- F 집단군
- G 집단군
- H 집단군
- 아프리카 집단군(Heeresgruppe Afrika)
- 돈 집단군
- 쿠를란드 집단군(Heeresgruppe Kurland)
- 리구리아 집단군(Heeresgruppen Ligurien)
- 중부 집단군(Heeresgruppe Mitte)
- 북부집단군(Heeresgruppe Nord)
- 북우크라이나 집단군(Heeresgruppe Nordukraine)
- 어퍼라인 집단군(Heeresgruppe Oberrhein)
- 루르 집단군
- 동프러시아 집단군
- 남부집단군(Heeresgruppe Süd)
- 남동부 집단군(Heeresgruppe Südost)
- 남우크라이나 집단군(Heeresgruppe Südukraine)
- 튀니스 집단군(Heeresgruppe Tunis)
- 바이흐젤 집단군(혹은 비스툴라)(Heeresgruppe Weichsel)
- 서부 집단군 - OB 웨스트 참조

### 군집단
Armeegruppen. 이들은 정식 집단군 이하의 임시 집단이다.
- 구데리안 기갑군
- 클라이스트 기갑군
- 바이흐스 군집단
- 루돌프 군집단
- 호트 군집단
- G 집단군
- 라우스/헨리치 군집단
- 발터 군집단
- 페테르피코/발크 군집단
- 슈덴트 군집단
- 안토네스쿠 군집단
- 두미레스쿠 군집단
- 리구리안 군집단
- 펠버 군집단
- 프라이슈너 군집단
- 블루멘트리트 군집단
- 슈타이너 군집단

## 야전군
야전군 또는 Armee-Oberkommando의 목록.
- 제1기갑군
- 제2기갑군
- 제3기갑군
- 제4기갑군
- 제5기갑군
- 제6기갑군
- 제1강하엽병군
- 제1군
- 제2군 (1945년 Armee-Oberkommando Ostpreussen)
- 제3군
- 제4군
- 제5군
- 제6군
- 제7군
- 제8군
- 제9군
- 제10군
- 제11군
- 제12군
- 제14군
- 제15군
- 제16군
- 제17군
- 제18군
- 제19군
- 제20산악군(20.Gebirgs-Armee-Oberkommando)
- 제21군
- 제24군
- 제25군
- 아프리카 기갑군 (1942년부터 43년까지 독일-이탈리아 기갑군)
- 라플란드군 - 제20산악군을 개명
- Armee-Oberkommando 노르웨이

## 기갑집단
기갑집단(Panzergruppe)
- 제1기갑집단
- 제2기갑집단
- 제3기갑집단
- 제4기갑집단
- 아프리카 기갑집단
- 에버바흐 기갑군
- 구데리안 기갑집단 (제2기갑집단 / 제2기갑군 참조)
- 호트 기갑집단 (1940년)
- 클라이스트 기갑집단 (1941년 5월 이후, 제1기갑집단 / 제1기갑군 참조)
- 서부 기갑집단 (제5기갑군 참조)

## 같이 보기
- 무장친위대의 부대 목록